# Nadine Gordimer
Nadine Gordimer (Springs, Dél-afrikai Unió, 1923. november 20. – Johannesburg, 2014. július 13.) Nobel-díjas dél-afrikai írónő és politikai aktivista. 
Az irodalmi Nobel-díjat 1991-ben vehette át „teljes életművéért, több mint három évtizedes írói munkásságért, 
briliáns stílusú elbeszéléseiért, melyeknek központi témája a faji kérdés a dél-afrikai társadalomban”.
Az apartheid rendszer idején aktívan részt vett az ellenállásban, tagja volt az Afrikai Nemzeti Kongresszusnak.

## Élete
Gordimer 1923-ban született a Dél-afrikai Köztársaság északkeleti részén fekvő Guanteng tartományban található bányászvárosban, Springsben, Johannesburgtól 48 kilométerre keletre.
Édesapja, Isidore Gordimer, litvániai zsidó órásmester, édesanyja pedig az angliai zsidó családból származó Nan Gordimer, leánykori nevén Hannah Myers.
Gordimer ellenérzése a faji és gazdasági egyenlőtlenség irányában szülei befolyására hamar kialakult. Az apja, mint a cári Oroszországból menekült zsidó, segítette e politikai identitás kialakulását, de ő maga sosem volt aktivista. Ezzel szemben édesanyja nyíltan szembeszállt a feketéket sújtó szegénységgel és diszkriminációval. A kormány látszólag engedélyezte is neki egy bölcsőde alapítását fekete gyerekek számára. Nadine Gordimer még tinédzser korában első kézből tapasztalhatta meg a kormány elnyomó hatalmát, amikor a rendőrség razziát tartott családja otthonában, azzal a céllal, hogy elkobozzák egy fekete szolgáló leveleit és naplóját.
Gordimer tanulmányait egy katolikus iskolában végezte, de édesanyja többnyire otthon tartotta és tanította. A zsidó származású, katolikus nevelésben részesült Gordimer magát ateistának tartja, bár nem tagja egyik ateista közösségnek sem. Az otthonába zárt és elszigetelt gyerek elkezdett írni, és első történetét már 1937-ben, 15 éves korában közzétette. A The Quest for Seen Gold (Kutatás a látott arany után) egy novella volt gyermekek számára, amely a Children’s Sunday Express-ben látott napvilágot. A szintén gyerekeknek szóló Come Again Tomorrow (Jöjj újra holnap) is ez idő tájt jelent meg a Forum című folyóiratban. 16 éves korában publikálta első felnőtteknek szánt művét. Már első írásaiban is a társadalom faji alapon történő kettéosztásának pszichológiai és morális hatása foglalkoztatta.
Gordimer egy évig a University of the Witwatersrandben tanult, de tanulmányait nem fejezte be. 1948-ban Johannesburgba költözött. Itt elsősorban a helyi folyóiratokban jelentek meg írásai, amelyek később összegyűjtve is kiadásra kerültek az 1949-es Face to Face (Szemtől szemben) című novelláskötetben. 1951-ben a The New Yorker elfogadta Gordimer egyik írását, amely az A Watcher of the Dead (A halál őrszeme) címet viselte, ez megalapozta hosszútávú együttműködésüket, és meghozta Gordimer ismertségét. Az írónő szerint a novella korunk meghatározó irodalmi formája, folyamatosan közzétette novelláit a The New Yorkerben és más prominens irodalmi folyóiratokban. Gordimer első kiadója, Lulu Friedman, a parlamenti képviselő Bernard Friedman felesége, akinek a révén megismerkedett más anti-apartheid írókkal. Gordimer első regénye, a The Lying Days (Hazug napok) 1953-ban jelent meg.
1949-ben férjhez ment Gerald Gavronhoz, egy helyi fogorvoshoz, de három éven belül elváltak. 1950-ben született lányuk, Oriane, aki jelenleg Franciaországban él. 1954-ben ismét férjhez ment, méghozzá Reinhold Cassirerhez, a nagy tekintélyű műkereskedőhöz, akinek később saját galériája lett. A csodálatos házasság a férfi 2001-ben bekövetkezett haláláig tartott. Közös gyermekük, Hugo Cassirer, 1955-ben született, és filmrendező lett New Yorkban, akivel Gordimer legalább két dokumentumfilm elkészítésében is együttműködött.
2006-ban Gordimert saját lakásában megtámadták és kirabolták, ami általános felháborodást váltott ki az országban, az írónő ennek ellenére sem fogadta meg barátai tanácsát, hogy egy biztonságosabb lakóparkba költözzön.

## Munkássága

### Politikai aktivistaként
Legjobb barátjának, Bettie du Toit-nak 1960-as letartóztatása és a sharpeville-i mészárlás után Gordimer elérkezettnek látta az időt, hogy aktív szerepet vállaljon az apartheidellenes mozgalmakban. 1962-ben, Nelson Mandela büntetőpere idején, szoros barátságot kötött Mandela két védőügyvédjével, Bram Fischerrel és George Bizos-szal. Mandela, 1990-es szabadulásakor, az első emberek egyike, akivel találkozni kívánt, Nadine Gordimer volt.
Irodalmi munkásságára is hatása volt politikai tevékenységének, nem csupán a témaválasztásban. Többször került szembe a cenzúrával. A The Late Bourgeois World (Kései polgárvilág) című írását 1976-ban tíz évre betiltották, a World of Strangers (Idegenek világa) 12 évig volt tiltólistán. Más művei, például a Burger’s Daughter (Burger lánya), a Occasion for Loving (Szerelmi történet), vagy a July’s People (July Népe) is indexre kerültek hosszabb-rövidebb időre, mert a kormányzat szerint egyoldalúak és lázítóak. Az apartheid utáni időszak túlkapásaiból is kijutott az írónőnek. 2001-ben a tartományi oktatási hivatal levetette az iskolai könyvtárak polcairól és betiltotta műveinek olvasását, mert mélyen rasszistának, lekicsinylőnek tartotta. E jellemzés ellen, amit Gordimer sértőnek nevezett, több irodalmi és politikai személyiség is tiltakozott, ezért a döntést később visszavonták.
Gordimer már akkor belépett az Afrikai Nemzeti Kongresszusba, amikor az még illegális szervezetnek számított. A saját lakásában bujtatta a szervezet vezetőit, amikor azok a letartóztatás elől menekülni kényszerültek. A Delmas Treason-per során elhangzott tanúvallomására a legbüszkébb. A per során 22 apartheidellenes aktivistát állítottak bíróság elé, köztük Mosiuoa Lekotát, az Egyesült Demokratikus Front (UDF) vezetőjét, későbbi kormányzót és minisztert, de sok más későbbi kormányzót is. Külföldi útjai során rendszeresen tartott előadásokat az apartheidről, illetve az emberi jogok védelméről. Politikai tevékenysége nem korlátozódott az elnyomás elleni harcra, aktív részese volt a cenzúra elleni, a szólás- és sajtószabadságért folytatott küzdelemnek is. Vezetőségi tagja volt a South Africa's Anti-Censorship Action Groupnak (Dél-afrika Cenzúraellenes Akciócsoportjának), illetve nem engedte, hogy műveit a kormányzati ellenőrzés alatt álló rádiók és televíziók sugározzák.
Az apartheid rendszer bukása óta a HIV és az AIDS elleni küzdelemben vesz részt, amely betegség komoly problémákat okoz az országban. 1998-ban az ENSZ jószolgálati nagykövetévé választották. 2004-ben ő szerkesztette a húsz jelentős író közreműködésével készített Telling Tales (Mesét mondani) című jótékonysági kötetet a South Africa's Treatment Action Campaign számára, amely szervezet az AIDS-prevenció állami finanszírozásáért lobbizik.
Annak ellenére, hogy az elnyomás és a diszkrimináció ellen harcolt, 2005-ben, amikor Fidel Castro megbetegedett, hat másik Nobel-díjassal együtt, nyílt levélben fordult az Amerikai Egyesült Államok kormányához, hogy ne próbálják meg destabilizálni a kommunista rendszert.

### Irodalmi pályafutása
Első irodalmi díját 1961-ben kapta a Friday’s footprint (Péntek lábnyoma) című írásáért a W. H. Smith PLC. könyvkereskedelmi vállalattól. Ezt számos rangos nemzetközi elismerés követte, amelyek közül a Nobel-díj a legkiemelkedőbb. Az Orange-díjra történő jelölését visszautasította, mert a díjat csak nők kaphatják meg, ami szerinte éppúgy diszkriminatív, mintha csak férfiak kaphatnák meg.
A Congress of South African Writers (Dél-afrikai Írószövetség) alapító tagja, illetve számos hasonló szervezetben vállal szerepet. Az International PEN (Nemzetközi Írószövetség) alelnöke volt. Az 1960-as, 70-es években rövid időszakokra az Egyesült Államokba ment, az ottani egyetemeken irodalmat tanítani.
Az apartheid rendszer bukása után íródott művei közül kiemelkedik The Pickup (Alkalmi ismeretség) című regénye, amely 2001-ben látott napvilágot, amiért másodszor is felterjesztették Man Booker-díjra, és amely műért megkapta a legjobb afrikai könyv kategóriában a Nemzetközösségi Írók díját.

## Művei

### Regények
- The Lying Days (1953)
- A World of Strangers (1958)
- Occasion for Loving (1963)
- The Late Bourgeois World (1966)
- A Guest of Honour (1970)
- The Conservationist (1974)
- Burger's Daughter (1979)
- July's People (1981)
- A Sport of Nature (1987)
- My Son's Story (1990)
- None to Accompany Me (1994)
- The House Gun (1998)
- The Pickup (2001)
- Get a Life (2005)
- No Time Like the Present (2012)

### Novellák, novelláskötetek
- Face To Face (1949)
- Town and Country Lovers
- The Soft Voice of the Serpent (1952)
- Six Feet of the Country (1956)
- Which New Era Would That Be? (1956)
- Friday's Footprint (1960)
- Not for Publication (1965)
- Livingstone's Companions (1970)
- Selected Stories (1975)
- No Place Like: Selected Stories (1978)
- A Soldier's Embrace (1980)
- Something Out There (1984)
- Correspondence Course and other Stories (1984)
- The Moment Before the Gun Went Off (1988)
- Once Upon a Time (1989)
- Jump: And Other Stories (1991)
- Why Haven't You Written: Selected Stories 1950-1972 (1992)
- Something for the Time Being 1950-1972 (1992)
- Loot and Other Stories (2003)
- Beethoven Was One-Sixteenth Black (2007)
- Life Times: Stories (2011)

### Esszék
- The Essential Gesture: Writing, Politics and Places (1988)
- The Black Interpreters (1973)
- Writing and Being: The Charles Eliot Norton Lectures (1995)

### Színdarabok
- The First Circle (megjelent a Six One-Act Plays kötetben, 1949)

### Egyéb művek, filmek
- On the Mines (1973)
- Lifetimes Under Apartheid (1986)
- "Choosing for Justice: Allan Boesak" (dokumentumfilm, melyet fiával, Hugo Cassirer-rel közösen készített, 1983)
- "Berlin and Johannesburg: The Wall and the Colour Bar" (dokumentumfilm, Hugo Cassirer-rel közösen)
- Telling Tales (2004)
- Telling Times: Writing and Living 1950-2008 (2010)

## Magyarul megjelent művei
- Livingstone bajtársai (Livingstone's Companions); ford. Borbás Mária, előszó Keszthelyi Tibor; Magvető, Bp., 1976 (Világkönyvtár) ISBN 9632703839
- Kései polgárvilág (The Late Bourgeois World); ford. Kada Júlia; Magvető, Bp., 1978 (Rakéta Regénytár) ISBN 963270830X
- Az őrző (The Conservationist); ford. Gyepes Judit; Magvető, Bp., 1978 (Világkönyvtár) ISBN 9632707206
  - Az őrző; ford. Gyepes Judit; Metropolis Media, Bp., 2011 (Irodalmi Nobel-díjasok könyvtára) ISBN 9789639828919
- July népe (July's People); ford. Kaposi Tamás; Magvető, Bp., 1984 (Rakéta Regénytár) ISBN 9631402150
- Egymagam (None to Accompany Me); ford. Szántó Judit; Helikon, Bp., 1999 ISBN 9632085663
- Önvédelmi fegyver (The House Gun); ford. Rudolf Endre; Ulpius-ház, Bp., 2001 ISBN 9639348252
- Mesélő (Telling tales); ford. Bart Dániel et al.; Ulpius-ház, Bp., 2006 ISBN 9637253858

Jelentek meg írásai, főleg novellái a Huszadik századi dekameron című szépirodalmi válogatásban, az Égtájak sorozatban, a Nagyvilág irodalmi folyóiratban, a Rakéta Regényújságban és a Valóság folyóiratban.

## Díjak, kitüntetések
- W. H. Smith Commonwealth Literary Award (W. H. Smith Nemzetközösségi Irodalmi Díj, Anglia, 1961, Friday’s Footprint)
- James Tait Black Memorial Prize (James Tait Black Emlékdíj, Skócia, 1972, A Guest of Honour)
- Man Booker Prize (Man Booker-díj, Brit Nemzetközösség, 1974, The Conservationist)
- CNA Prize (Központi Hírügynökség Irodalmi díja, Dél-afrikai köztársaság, 1974, 1975, 1980, 1991)
- Grand Aigle d'Or (Nagy Aranysas-díj, Franciaország, 1975)
- Orange Prize (Orange-díj, jelölték, visszautasította a díjat)
- Scottish Arts Council Neil M. Gunn Fellowship (Skót Művészeti Tanács Neil M. Gunn ösztöndíja, Skócia, 1981)
- Modern Language Association Award (MLA díja, USA, 1982)
- Bennett Award (Bennett-díj, USA, 1987)
- Premio Malaparte (Malaparte-díj, Olaszország, 1985)
- Nelly Sachs Prize (Nelly Sachs-díj, Németország, 1986)
- Anisfield-Wolf Book Award (Anisfield-Wolf Könyv Díj, USA, 1988, A Sport of Nature)
- Irodalmi Nobel-díj (1991)
- Nemzetközi Botev-díj (Bulgária, 1996)
- Commonwealth Writers' Prize for the Best Book from Africa (Nemzetközösségi Írók Díja, 2002, The Pickup)
- Man Booker Prize (Man Booker-díj, jelölés, 2001, The Pickup)
- francia Becsületrend (2007)
- Az American Academy of Arts and Sciences tiszteletbeli tagja
- Az American Academy and Institute of Arts and Letters tiszteletbeli tagj
- A Royal Society of Literature tagja (Nagy-Britannia)
- A Congress of South African Writers patrónusa
- Commandeur de l'Ordre des Arts et des Lettres (Franciaország)
- Orden Mexicana del Águila Azteca (Mexikói Azték Sas Rend, Mexikó)
- Több egyetem díszdoktora

## Életrajza
Ronald Suresh Roberts, trinidadi származású dél-afrikai életrajzíró, aki Thabo Mbeki dél-afrikai elnök életrajzát is írta, 2006-ban jelentette meg könyvét, No Cold Kitchen (Nem hideg konyha: Nadine Gordimer életrajza) címmel. A könyv elkészítése során az írónő hozzájárult ahhoz, hogy a férfi elolvashassa személyes iratait, illetve több interjút is adott, de ragaszkodott hozzá, hogy a szöveget a megjelenés előtt átnézze és változtatásokat kérhessen. Több téma kapcsán is nézeteltérés alakult ki köztük, ilyen volt Goldimer férjének, Reinhold Cassirernek a betegsége és halála, illetve az írónő Izraeli-Palesztin konfliktusról alkotott véleménye. Goldimer végül nem járult hozzá a könyv kiadásához, mondván, hogy Roberts visszaélt a bizalmával, ennek ellenére a férfi az STE Publishers-nél megjelentette. A könyvet pár hónappal később a dél-afrikai Sunday Times magazin Alan Paton-díjára jelölték, amit végül Edwin Cameron Witness to AIDS (AIDS szemtanú) és Adam Levin AidSafari című könyve nyert el, megosztva.

## Fordítás
- Ez a szócikk részben vagy egészben a Nadine Gordimer című angol Wikipédia-szócikk ezen változatának fordításán alapul.  Az eredeti cikk szerkesztőit annak laptörténete sorolja fel. Ez a jelzés csupán a megfogalmazás eredetét és a szerzői jogokat jelzi, nem szolgál a cikkben szereplő információk forrásmegjelöléseként.